# 圣雅各教堂 (芜湖)
芜湖圣雅各教堂为位于中国安徽省芜湖市镜湖区花津北路46号的一座基督教新教教堂，由美国圣公会传教士设计建造于清光绪九年（1883年），旁边为同时期建造的牧师楼，目前为芜湖市区内唯一的基督教新教活动场所。教堂面阔16.29米，进深27.87米，建筑面积389平方米，钟楼高25米，采用哥特式建筑风格，局部融合了清代中晚期芜湖地区民居“勾山仰檐”的砌筑手法。2011年6月因新花津路综合大桥引桥工程建设需要，教堂被整体向东平移10米。